# Prezydencki poker
Prezydencki poker (ang. The West Wing) – serial telewizyjny amerykańskiej sieci telewizyjnej NBC emitowany w latach 1999–2006 (zrealizowano 156 odcinków). Opowiada o losach administracji prezydenta Stanów Zjednoczonych. Angielska nazwa West Wing oznacza „Zachodnie Skrzydło”, i odnosi się do części Białego Domu, w której znajduje się Gabinet Owalny (Oval Office) oraz pomieszczenia biurowe najbliższych współpracowników prezydenta.
Serial zdobył dwa Złote Globy i 26 nagród Emmy.

## Początki
W 1995 roku, amerykański producent Aaron Sorkin napisał scenariusz do romantycznej komedii „Miłość w Białym Domu” (ang. The American President”). W niej, prezydent Andrew Shepard (grany przez Michaela Douglasa), wdowiec i Demokrata, rozpoczyna zażyłą znajomość z atrakcyjną aktywistką ruchu ekologicznego Sydney Ellen Wade (w tej roli Annette Bening), która dopiero co przeprowadziła się do Waszyngtonu. W międzyczasie, polityk stara się znaleźć poparcie w Kongresie dla kilku istotnych ustaw. Praca nad filmem oraz niewykorzystane wątki zainspirowały Sorkina do stworzenia „Prezydenckiego pokera”. Rzeczywistość kinowego hitu została w dużej mierze przeniesiona wprost do serialu. Świadczy o tym dominacja liberalnych poglądów, wymarzona kancelaria prezydenta w utopijnym Białym Domu oraz obecność Martina Sheena, który awansował z postaci doradcy głowy państwa, do samego prezydenta. Podobieństwo obu produkcji widać szczególnie wyraźnie w początkowych odcinkach serialu oraz w wystroju Gabinetu Owalnego, który użyty był wcześniej w filmie. Pierwszy odcinek „Prezydenckiego pokera” został wyemitowany 22 września 1999 roku, przez amerykańską stację NBC.

## Tematyka serialu
Serial przedstawia codziennie życie Demokratycznej administracji. Oczywiście najważniejszą postacią jest sam prezydent Josiah Bartlet, ale serial skupia się bardziej na pracy wykonywanej przez jego doradców. Przedstawione są chociażby dyskusje na temat strategii politycznej na najbliższe tygodnie, kuluarowe negocjacje z kongresmenami i lobbystami czy przygotowania do kampanii wyborczej lub nadchodzącego przemówienia prezydenta. On sam pojawia się na ekranie raczej rzadko, występuje w roli prawdziwego szefa, do którego podwładni przychodzą po zatwierdzenie lub odrzucenie ich pomysłów oraz po nowe wytyczne. W scenariusz wplecione są również osobiste historie członków kancelarii i – rzadziej – samego prezydenta. Główne wątki rozciągają się na kilka odcinków lub nawet cały sezon, ale każdy z odcinków przedstawia także kilka krótszych historii.
„Prezydencki poker” posiada szeroką obsadę, aby zilustrować mnogość osób biorących udział w codziennej pracy kancelarii prezydenta. Stosując tzw. „grupową obsadę” (ensemble cast), główne postacie występują na ekranie w podobnym wymiarze czasowym. Są więc tak samo istotne, a jednocześnie żadna z nich nie jest na tyle ważna, by jej odejście mogło uniemożliwić dalszy rozwój akcji.
W pierwszej serii oglądamy raczkującą administrację, którą wciąż ma problemy ze znalezieniem się w nowej sytuacji i skutecznością tworzenia prawa. Przez kolejne 6 sezonów prezydent musi stawić czoło konsekwencjom zatajenia swojej choroby (stwardnienia rozsianego) przed wyborcami w czasie kampanii; walczy o reelekcję; powołuje się na 25. poprawkę do amerykańskiej konstytucji, kiedy jego córka zostaje porwana, a on jest niezdolny do sprawowania władzy (przekazuje ją ówczesnemu przewodniczącemu Izby Reprezentantów Glenowi Walkenowi); pomaga kandydatowi na prezydenta Mattowi Santosowi, by nadal w Białym Domu mieszkał Demokrata. Ostatnia, siódma seria, zakończyła się 14 maja 2006 roku, odejściem ze stanowiska prezydenta Bartleta i zaprzysiężeniem nowego prezydenta Demokraty.

## Odbiór społeczny
W ciągu siedmiu lat, kiedy serial emitowany był w telewizji, przyjął pozycję pewnej opozycji wobec rzeczywistej administracji prezydenta George’a W. Busha. Twórcy starali się umieszczać w scenariuszu podobne problemy do tych, z którymi zmagał się Bush, pokazując tym samym, jak ich zdaniem zachowałby się prezydent Demokrata. Styl Bartleta często nazywano „clintonowskim”. Przykładami wpływu rzeczywistych spraw na serialowe historie było zatajenie choroby prezydenta, porównywane do skandalu z Monicą Levinsky, czy wybory, które były jednak przesunięte w czasie o dwa lata w stosunku do rzeczywistych głosowań w Stanach Zjednoczonych. Serial początkowo nazywany „The Left Wing” („lewe skrzydło” – z uwagi na propagowanie lewicowych poglądów) przesunął się nieco do centrum, po odejściu twórcy Aarona Sorkina i jego przyjaciela, głównego reżysera serialu Thomasa Schlamme po czwartym sezonie, w atmosferze konfliktu ze stacją NBC.
Choć serial może wydawać się dość trudny w odbiorze (z uwagi na często używany w nim prawniczy slang), zdobył w Stanach dużą popularność i wiele nagród, w tym 26 nagród Emmy, co jest rekordem wszech czasów. W pierwszym sezonie, „Prezydencki poker” wygrał w 9 kategoriach, czego również nie osiągnął żaden inny serial.
W Polsce pierwsze cztery sezony pokazywały stacje TVN i TVN Siedem. Nadawany był w późnych godzinach wieczornych. Wskutek niskiej oglądalności nie wyemitowano nigdy dalszych odcinków. Wszystkie serie zostały wydane na płytach DVD, pozbawionych jednakże polskiej wersji językowej. Można je nabyć poprzez strony internetowe zagranicznych sklepów wysyłkowych.

## Świat „Prezydenckiego pokera” a świat realny

### Prezydenci i wybory
W rzeczywistości serialowej wybory prezydenckie odbywały się z przesunięciem wobec świata realnego. Podczas gdy ostatnie wybory miały miejsce w 2004, w „Prezydenckim pokerze” w 2006.
Aczkolwiek w serialu przyczyny nie są wyraźnie wyjaśnione, sugeruje się w nim jednocześnie nieco inny przebieg historii. A mianowicie że po rezygnacji (wcześniejszej niż naprawdę) Richarda Nixona, stanowisko objął spiker Izby Reprezentantów Carl Albert, który rozpisał wybory wcześniej i tak uległo to przesunięciu.
Wedle tych źródeł lista prezydentów amerykańskich w serialu przedstawiała się tak.
| #      | Prezydent         | Objął urząd      | Złożył urząd              | Partia        |
| ------ | ----------------- | ---------------- | ------------------------- | ------------- |
| 37     | Richard Nixon     | 20 stycznia 1969 | Listopad 1973             | Republikańska |
| 38     | Carl Albert       | Listopad 1973    | 20 stycznia 1975          | Demokratyczna |
| 39     | Gerald Ford       | 20 stycznia 1975 | 20 stycznia 1979          | Republikańska |
| 40     | Ronald Reagan     | 20 stycznia 1979 | 20 stycznia 1987          | Republikańska |
| 41     | D. Wire Newman    | 20 stycznia 1987 | 20 stycznia 1991          | Demokratyczna |
| 42     | Owen Lassiter     | 20 stycznia 1991 | 20 stycznia 1999          | Republikańska |
| 43     | Josiah Bartlet    | 20 stycznia 1999 | 20 stycznia 2007          | Demokratyczna |
| (p.o.) | Glen Allen Walken | 8 maja 2003      | 10 maja 2003              | Republikańska |
| 44     | Matt Santos       | 20 stycznia 2007 | Prezydent w końcu serialu | Demokratyczna |

### Pierwowzory
Uważa się, że postacie niektórych polityków przedstawionych w serialu były mniej lub bardziej zainspirowane realnymi osobami, np:
- Prezydent Josiah Bartlet (Bill Clinton/Jimmy Carter/Ted Kennedy/Richard Nixon)[3]
- Spiker Glen Allen Walken (Dennis Hastert)
- Spiker Jeff Haffley (Newt Gingrich)
- Prezydent Matt Santos (Barack Obama)[4]
- Senator Arnold Vinick (John McCain/Barry Goldwater)[5]
- Gubernator Eric Baker (Ed Redell)
- Gubernator Robert Ritchie (George W. Bush)
- Wiceprezydent John Hoynes (Lyndon B. Johnson)
- Sekretarz prasowa C.J. Cregg (Dee Dee Myers)
- Były prezydent D. Wire Newman (Jimmy Carter)[6].
- Były prezydent Owen Lassiter (Ronald Reagan)[7]
- Przewodniczący pro tempore Senatu Joseph Furman (Strom Thurmond)[8]
- Szef Sztabu Białego Domu Joshua Lyman (Rahm Emanuel)[9]